# 兵頭誠之
兵頭 誠之 (ひょうどう まさゆき 1959年6月26日 - ) は、日本の実業家。住友商事取締役会長。

## 人物
愛媛県生まれ。1984年京都大学大学院工学研究科修士課程修了後、住友商事入社。
インドネシア住友商事社長、執行役員、常務執行役員、専務執行役員等を経て、2018年から代表取締役社長執行役員兼CEO。2024年4月から取締役会長。